# Ommata eirene
Ommata eirene là một loài bọ cánh cứng trong họ Cerambycidae.